# Hubert Kułacz
Hubert Kułacz (ur. 23 października 1989 w Lubinie) – polski aktor filmowy, telewizyjny i teatralny.

## Kariera
Na ekranie zadebiutował w 2008, grając epizodyczną rolę w serialu TVP1 Mała Moskwa. W 2019 dostał angaż do roli Daniela Czarneckiego w serialu Polsatu Zawsze warto (od 2019).

## Aktor

### Filmografia
- 2008: Mała Moskwa
- 2013: Komisarz Alex jako Filip
- 2013: Czas honoru
- 2014: Komisarz Alex jako Maciej Strycharski
- 2016: Bodo jako podoficer
- 2017: Ultraviolet jako policjant
- 2017: Belle Epoque jako inżynier Żwirski
- 2018: Wojenne dziewczyny jako Drugi
- 2018: Ślad jako Aleksander Stolarczyk
- 2018: M jak miłość jako Kuba
- 2018: Kruk. Szepty słychać po zmroku jako policjant
- 2018: Miłość jest wszystkim jako Radek
- 2019: Korona królów jako wojownik litewski
- 2019–2020: Zawsze warto jako Daniel Czarnecki
- 2019: Chyłka. Kasacja jako strażnik
- 2019: Piłsudski jako Arciszewski
- 2020: Mały zgon jako policjant
- 2020: Komisarz Alex jako piosenkarz
- od 2020: Pierwsza miłość jako Tomczuk